# エスペシャリー・フォー・ユー
「エスペシャリー・フォー・ユー」 (Especially for You) は、オーストラリアの歌手及び俳優であるカイリー・ミノーグとジェイソン・ドノヴァンによるデュエット曲である。

## 背景
オーストラリアのTVドラマ「ネイヴァーズ」で恋人役だった二人によるデュエット・シングル。この当時の二人の楽曲プロデュースを手掛けていたストック・エイトキン・ウォーターマンがこの曲も手掛けている。
ドノヴァンのアルバム『テン・グッド・リーズンズ』にてアルバム初収録となったのち、カイリーのベスト・アルバムにも度々収録されている。
Winkの1989年発売アルバム『Especially For You 〜優しさにつつまれて〜』にてカヴァーされておりタイトル曲となっている。1993年にはフジテレビ系ドラマ「あなたにあいたくて」の主題歌となる。

## トラック・リスト
- CDシングル

1. "Especially for You (Extended)" - 5:01
2. "All I Wanna Do Is Make You Mine" (Extended) - 6:00
3. "Especially for You" - 3:58

- 7" シングル

1. "Especially for You" - 3:58
2. "All I Wanna Do Is Make You Mine" - 3:34

- 12" シングル

1. "Especially for You" (Extended) - 5:01
2. "All I Wanna Do Is Make You Mine" (Extended) - 6:00